# Rio Smoky Hill
O rio Smoky Hill é um rio com 925 km que nasce em Smoky Hills no centros das Grandes Planícies da América do Norte e que atravessa o Colorado e o Kansas, desaguando no Rio Kansas.